# 富山丸
富山丸（とやままる）は、日本郵船が運航していた1915年（大正4年）竣工の貨物船。T型貨物船と呼ばれる7500総トン級の1隻で、太平洋戦争中の1944年（昭和19年）に沖縄への増援部隊を輸送中に撃沈され、3500人以上の多数の戦死者を出した。沖縄戦の関連戦没船に数えられることがある。なお、日本郵船は同名の船として1968年（昭和43年）に就航させた67,512トンの大型タンカーも保有したことがあり、1976年（昭和51年）にギリシャ企業に売却。

## 船歴
日本郵船は中古船が多数を占めていた貨物船隊の改善のために、1912年（明治45年/大正元年）から1913年（大正2年）にかけて、イギリスから貨物船を計4隻購入し、その運用実績を踏まえて7,500総トン、11ノット型の貨物船6隻の建造を決める。6隻のうち、「対馬丸」と「高田丸」はラッセル造船所で、「豊橋丸」と「徳山丸」は川崎造船所で建造された。そして「豊岡丸」とともに三菱合資会社三菱造船所で建造されたのが「富山丸」である。6隻は1915年（大正4年）中に完成して、第一次世界大戦真っ只中の欧州航路などに就航して、連合国向けの軍需品や食糧輸送で成果を収めた。対馬丸、富山丸などの第一陣に続いて建造された6隻と合わせ、船名の頭文字がすべて「T」で始まることから、T型貨物船という通称で呼ばれる事となった。T型貨物船の成功により他社もT型貨物船の同型船を導入する事となり、日本における貨物船の国内建造の先駆として特記すべき存在となった。「富山丸」は、1924年（大正13年）から1930年（昭和5年）まではシアトル航路に就航し、1933年（昭和8年）からはボンベイ航路に転じた。
その頃、蘭印方面に航路を開設していた日本の船会社の一つに南洋郵船という会社があった。南洋郵船は神戸とスラバヤ間の命令航路を経営していたが、日本郵船や大阪商船などの大会社も蘭印方面に進出して激しい運賃競争が展開されていた。しかし、日本郵船、大阪商船、南洋郵船とオランダの船会社ジャワ・チャイナ・ジャパン・ライン（JCJL）の四社間で運賃に関するカルテルを締結して競争は一旦は収まった。昭和時代に入り、石原広一郎率いる石原産業海運も蘭印航路に進出して競争は再び激しくなり、一旦は石原産業海運をカルテル内に引き入れて競争の鎮静化を図ったが、石原産業海運が独断で新造船を建造するなど和を乱す行為がカルテルをゆるがせ、国際問題に発展してしまった。そこで、日本政府の斡旋により国策会社である南洋海運を設立し、日本郵船、大阪商船、南洋郵船および石原産業海運から航路と所有船を現物出資させて事態の沈静化を図った。「富山丸」は1935年（昭和10年）7月3日付で南洋海運に出資され、蘭印航路に就航した。しかし南洋海運に籍を置いた期間は短く、1936年（昭和11年）12月には小野商事に売却され、日本郵船の傭船によりボンベイ航路に復帰する。その後、1943年（昭和18年）8月には合併に伴い大洋興業に移籍した。
「富山丸」は1941年（昭和16年）9月以降、陸軍徴傭船として行動。ラモン湾上陸作戦を皮切りに昭南（シンガポール）やラバウルなど南方各地への輸送任務に服する。軍隊輸送船としては578坪にわたる兵員収容区画と軍馬300頭分の収容能力を持っていた。

## 沈没
マリアナ沖海戦の敗北、それに続くサイパンの戦いなどの敗勢を受けて、大本営は南西諸島の防備強化を急いだ。この影響で沖縄本島への増援が必要となり、本船は独立混成第44旅団歩兵隊将兵（南九州出身者により構成）、独立混成第45旅団の一部将兵（四国出身者により構成）、及び重火器やトラックなどの装備を送り込む事となった。「富山丸」は独混第44旅団および独混第45旅団の将兵4,600名を中甲板に乗せるが、その下の甲板にはガソリンを搭載したドラム缶1,500本が並べられていた。

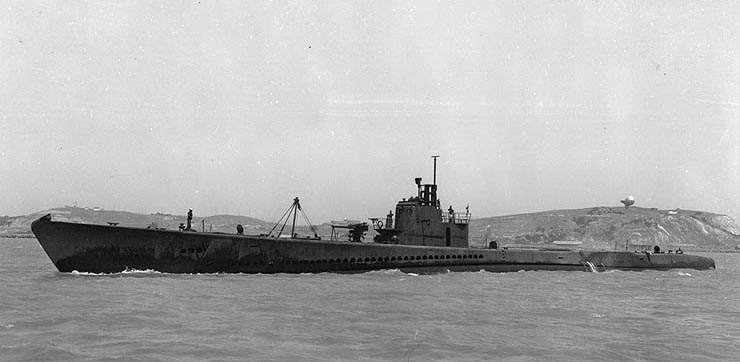
アメリカ潜水艦「スタージョン」

1944年（昭和19年）6月27日、「富山丸」を含めた12隻の船舶、総計23,777トンはカタ412船団を構成し、鹿児島湾を出港する。翌28日、船団のうち貨客船「履門丸」（大阪商船、784トン）と「開城丸」（大阪商船、2,025トン）は名瀬港に寄港し、「富山丸」を含めた他の船舶は17時に古仁屋に入港した。翌朝、船団は名瀬と古仁屋からそれぞれ出港して那覇に向かう。その頃、アメリカ潜水艦「スタージョン」は徳之島の東で浮上哨戒を行っており、4時33分に潜航哨戒を開始した。5時29分、「スタージョン」は北緯27度42分 東経129度09分 / 北緯27.700度 東経129.150度の地点で船舶から発せられる煙を確認する。さらに観測を続け、相手は1隻の大型輸送船、4隻の中型ないし小型の輸送船、1隻の兵員輸送船、何隻かの小型船および1隻の小型タンカーからなる輸送船団であり、漁船型の護衛艇がついているのを確認する。カタ412船団は針路220度で航行中と判断され、「スタージョン」は「安洋丸級」こと「富山丸」に照準を定める。7時25分、「スタージョン」は艦首発射管から「富山丸」に向けて魚雷を4本発射した。4本のうち3本が「富山丸」の左舷船首と二番船倉および四番船倉と機関室の中間部に命中。左舷船首と二番船倉に命中した魚雷の衝撃でガソリンが船内および海上で発火して炎上した。止めを刺したのは四番船倉と機関室の中間部に命中した魚雷で、「富山丸」は船体を二つに折って北緯27度43分 東経129度06分 / 北緯27.717度 東経129.100度の徳之島南東12キロの地点で轟沈した。
轟沈と海上に流出して引火したガソリンのため、将兵4,600名が脱出する余裕はほとんどなかった。この沈没で、両旅団将兵のうち3,627名ないし3,724名、船員や船砲隊員ほか53名ないし150名の合計3,680名ないし3,874名が死亡した。この死亡者数は、一隻の船によるものとしては「タイタニック」や、翌年の戦艦「大和」の沈没よりも多く当時としては第一級の惨事であったが、多くの船舶の沈没の実態と同様、大本営により秘匿された。「富山丸」轟沈後、「スタージョン」は護衛の敷設艇「新井埼」などから爆雷を攻撃を受け、「スタージョン」に被害がなかったにもかかわらず、「撃沈確実」が報じられた。
当時独混第44旅団をはじめとして、沖縄の現地部隊を統括する第32軍は大本営より飛行場の急速造成を指令されていたが、本船の沈没によって旅団の生き残りは約700名、そのうち活動できる者約500名となり、トラックなども失われた。完成期日の7月末になっても、第32軍が担当した飛行場の建設は進まなかった。本船の海没による損害は、設営の遅延の原因の一つとなった。
1964年（昭和39年）6月29日には徳之島亀徳に慰霊塔が建立され、1985年（昭和60年）6月30日には古仁屋に供養塔が建立された。